# Chrámec
Chrámec es un municipio del distrito de Rimavská Sobota en la región de Banská Bystrica, Eslovaquia, con una población estimada a final del año 2024 de 461 habitantes.
Se encuentra ubicado al este de la región, en la cuenca hidrográfica del río Sajó —un afluente derecho del río Tisza— y cerca de la frontera con la región de Košice y con Hungría.

## Demografía
| Año        | 1994 | 2004 | 2014     | 2024    |
| ---------- | ---- | ---- | -------- | ------- |
| Población  | 380  | 399  | 441      | 461     |
| Diferencia |      | +5 % | +10,52 % | +4,53 % |

| Año        | 2023 | 2024    |
| ---------- | ---- | ------- |
| Población  | 455  | 461     |
| Diferencia |      | +1,31 % |